# Pēteris Briedis
Pēteris Briedis (ur. 28 marca 1905 we wsi Skulte w guberni inflanckiej, zm. 20 grudnia 1982 w Rydze) – łotewski komunista, przewodniczący Rady Najwyższej Łotewskiej SRR (1940-1947).

## Życiorys
Od 1927 działał w Komunistycznej Partii Łotwy, w 1931 został aresztowany i skazany, w 1937 zwolniony. Od 11 lutego 1939 do kwietnia 1940 sekretarz KC KPŁ, w kwietniu 1940 ponownie aresztowany, 21 czerwca 1940 wypuszczony, od 21 lipca do 25 sierpnia 1940 był przewodniczącym Sejmu Ludowego Łotewskiej SRR, a od 25 sierpnia 1940 do 14 marca 1947 przewodniczący Rady Najwyższej Łotewskiej SRR. Od marca 1941 sekretarz Komitetu Miejskiego Komunistycznej Partii (bolszewików) Łotwy w Rydze ds. transportu, po ataku Niemiec na ZSRR ewakuowany do Nowogrodu, później działał w komunistycznym ruchu partyzanckim na Łotwie, w 1943 ranny i skierowany na leczenie. W latach 1953–1962 przewodniczący Łotewskiego Republikańskiego Związku Kołchozów Rybackich. Odznaczony Orderem Czerwonego Sztandaru.